# Qendër Vlorë
Qendër Vlorë är en kommundel och tidigare kommun i Albanien.   Den ligger i prefekturen Qarku i Vlorës, i den sydvästra delen av landet, 100 km söder om huvudstaden Tirana. Antalet invånare är 124 000. Arean är 12,0 kvadratkilometer.
Terrängen i Qendër Vlorë är huvudsakligen platt, men åt sydost är den kuperad.